# Pécel (stacja kolejowa)
Pécel (węg: Pécel vasútállomás) – stacja kolejowa w Pécel przy Állomás utca, na Węgrzech.

## Linie kolejowe
- Linia kolejowa 80a Budapest–Hatvan

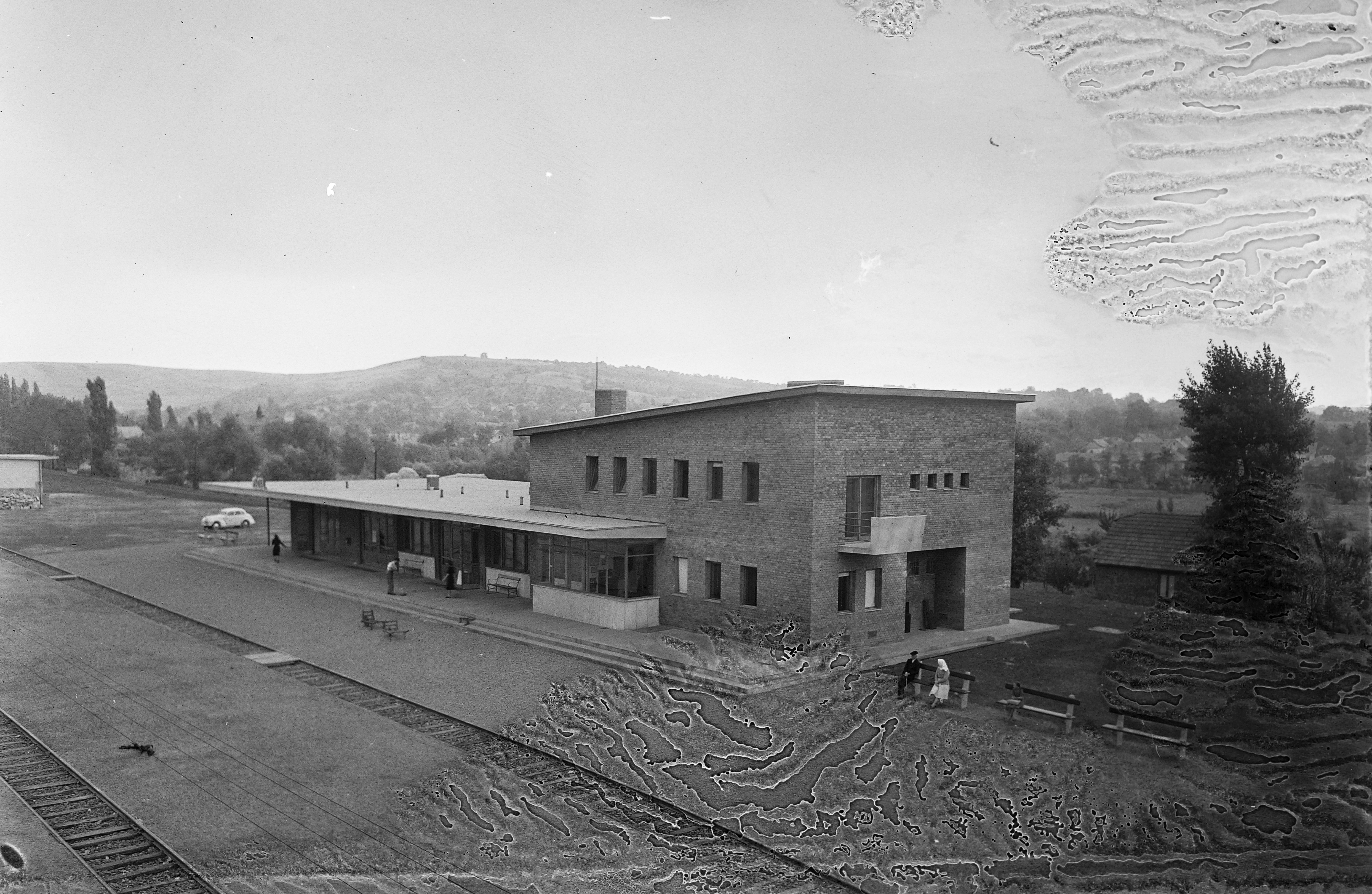
Stacja Pécel w 1950 roku
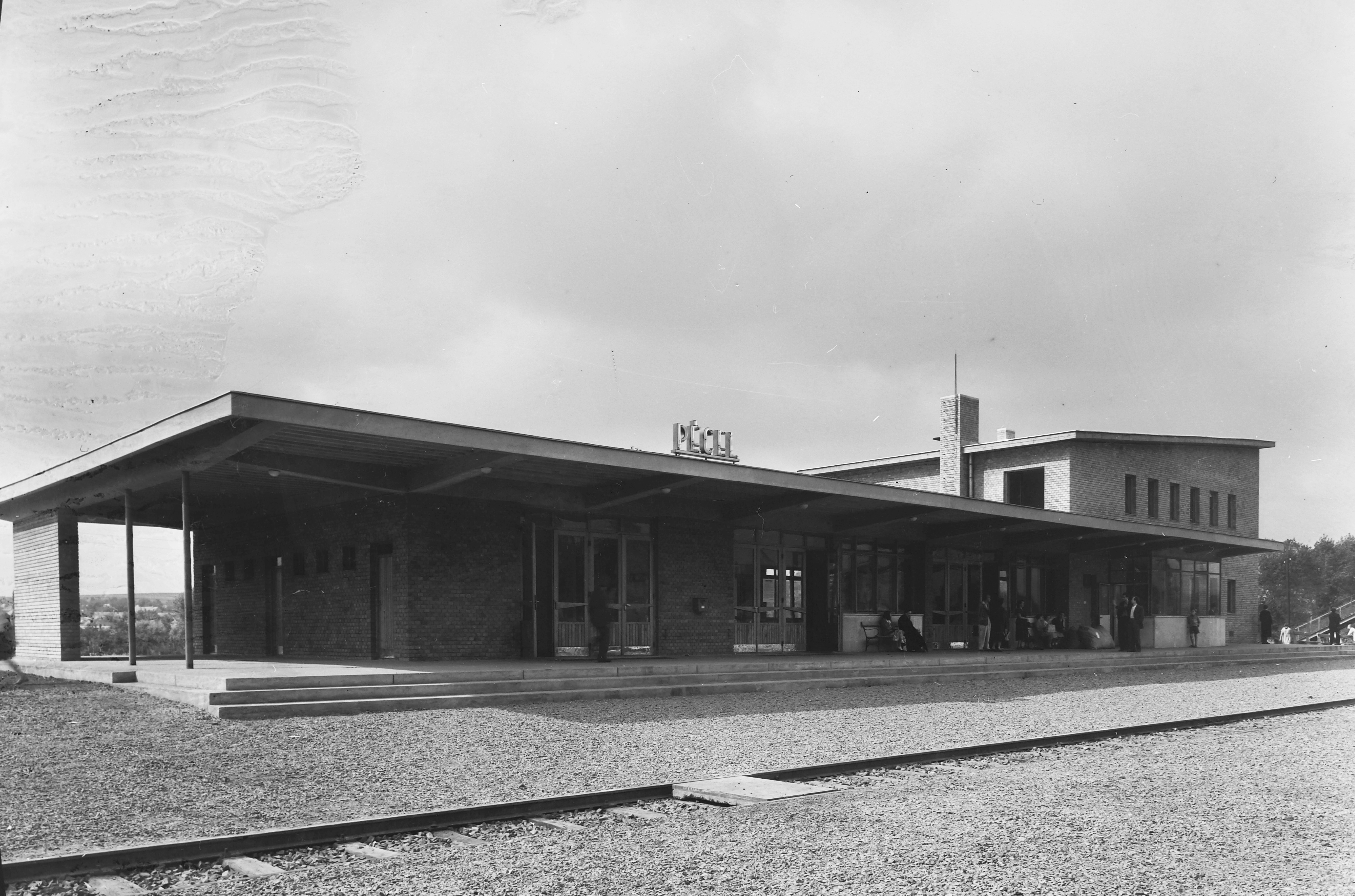

| Pécel                                  |  |                             |
| Linia 80a Budapest–Hatvan (21,000 km)  |  |                             |
| Budapest Rákoscsabaodległość: 4,000 km |  | Isaszeg odległość: 9,000 km |